# Muriel Grässli
Muriel Grässli (* 23. April 1987 in Fehraltorf) ist eine Schweizer Volleyball- und Beachvolleyballspielerin. Momentan ist sie Trainerin von der ersten Mannschaft vom VBC Voléro Zürich Herren.

## Karriere
Grässli begann ihre Volleyball-Karriere im Alter von zehn Jahren in der Halle. Von ihrem Heimatverein Volley e.f.i. wechselte sie zum VBC Voléro Zürich. Nach dem Aufstieg in die Nationalliga A in der Saison 2003/04 wurde sie ein Jahr später Schweizer Meisterin. 2007 ging sie zum VBC Aadorf.
Ihre ersten internationalen Beachvolleyball-Turniere bestritt Grässli 2003 in Pattaya und 2004 in Gstaad mit Romana Kayser. Bei den Turnieren 2005 in Gstaad, Lausanne und Vaduz hatte sie Sabrina Metzger, Kay-Yasmin Schmid und Nadine Zumkehr an ihrer Seite. Im gleichen Jahr feierte Grässli auch ihre ersten Beach-Erfolge als Nachwuchsspielerin. Sie gewann die nationale U21-Meisterschaft in Winterthur schaffte bei der U20-Europameisterschaft in Tel Aviv (Fünfte) sowie bei der U21-Weltmeisterschaft in Rio de Janeiro (Vierte) vordere Platzierungen. 2006 spielte sie mit Nadia Erni und erreichte bei der U20-EM den Final. Im folgenden Jahr belegten Grässli und Erni bei der Weltmeisterschaft in Gstaad vor heimischem Publikum den 37. Platz. Die Europameisterschaft in Valencia beendeten sie auf dem 17. Rang. Ausserdem wurde Grässli Schweizer Meisterin und erhielt vom Verband eine Auszeichnung als beste junge Spielerin («Youngster of the Year»). Am Ende des Jahres trennte sie sich von Erni.
In der Saison 2008 erreichte sie mit ihrer neuen Partnerin Nadine Zumkehr Platz 17 bei der Europameisterschaft in Hamburg sowie drei Top-Ten-Platzierungen in Laredo, Marseille und Kristiansand. Da Zumkehr in der folgenden Saison an der Seite von Simone Kuhn im Nationalduo spielte, trat Grässli 2009 mit Tanja Guerra-Schmocker an. Bei der Weltmeisterschaft in Stavanger kam das Duo nicht über den 37. Platz hinaus und weil auch die sonstigen Ergebnisse mässig ausfielen, erklärte Guerra-Schmocker am Ende des Jahres ihren Rücktritt.
In Blackpool trat Grässli wegen des Ausfalls beider Partnerinnen mit der 19-jährigen Tanja Goricanec an. Seit den Gstaad Open 2010 bilden die Schweizerinnen, die im Nationalen Leistungszentrum des Verbandes in Bern zusammenfanden, ein festes Duo, das bei der Europameisterschaft in Berlin Neunter wurde. Seit Juni 2010 wird Grässli ebenso wie ihre junge Mitspielerin von der Initiative «Golden Talents» gefördert. Bei der Weltmeisterschaft 2011 schieden Grässli/Goricanec in der Hauptrunde gegen die späteren Finalisten Larissa/Juliana aus.
Nach der Saison 2012 gaben Grässli/Goricanec ihre Trennung bekannt. 2013 und 2014 bildete Grässli wieder ein Duo mit Kayser. Die wiedervereinten Schweizerinnen schieden bei der WM 2013 in Stare Jabłonki sieglos nach der Vorrunde aus. Seitdem spielt Grässli mit diversen Partnerinnen (u. a. mit Taryn Sciarini und mit Sarina Kissling) ausschliesslich auf nationalen Turnieren.

## Privat
Grässli studierte seit Herbst 2009 an der Fernfachhochschule Schweiz im kombinierten Fernstudium Betriebsökonomie.